# Centrodera autumnata
Centrodera autumnata là một loài bọ cánh cứng trong họ Cerambycidae.